# Les Verts Pâturages (pièce de théâtre)
Pour les articles homonymes, voir Les Verts Pâturages.
Les Verts Pâturages (The Green Pastures) est une pièce de théâtre américaine (avec musique de scène) de Marc Connelly, créée à Broadway en 1930, dont la distribution comprend exclusivement des acteurs et chanteurs afro-américains.

## Argument
La pièce reprend quelques épisodes de la Bible (dont ceux de l'Arche de Noé et de l'Exode hors d'Égypte) au travers du folklore afro-américain.

## Fiche technique
- Titre français : Les Verts Pâturages
- Titre original : The Green Pastures
- Auteur : Marc Connelly, d'après le recueil Ol' Man Adam an' His Chillun (en) collecté par Roark Bradford (en)
- Musique de scène, arrangements vocaux et direction musicale : Hall Johnson
- Mise en scène : Marc Connelly
- Décors : Robert Edmond Jones
- Production : Laurence Rivers, Inc.
- Nombre de représentations : 640
- Date de la première : 26 février 1930
- Date de la dernière : 29 août 1931
- Lieu : Mansfield Theatre, Broadway (New York)

## Distribution originale
(sélection, par ordre alphabétique)
- Freddie Archibald : Flatfoot
- Joe Byrd : Randolph
- Billy Cumby : le maître de cérémonie
- Alonzo Fenderson : Moïse
- James Fuller : Caïn le sixième
- Mercedes Gilbert : Zipporah
- Edna Mae Harris : Zeba
- Richard B. Harrison : Le Seigneur
- Daniel L. Haynes : Adam / Hezrel
- Wesley Hill : Gabriel
- Jay Mondaaye : le roi de Babylone
- Charles H. Moore : Isaac / M. Deshee / le prêcheur
- Stanleigh Morrell : Cham (Ham en V.O.) / Josué (Joshua en V.O.) / un officier
- George Randol : Pharaon
- McKinley Reeves : Aaron / le chef de chœur / un chanteur
- Ivan Sharp : le Prophète / un joueur / le premier éclaireur
- Jesse A. Shipp : Abraham / un archange
- Susie Sutton : la femme de Noé
- Homer Tutt : Cham 2 / le grand prêtre / un crémier
- Lou Vernon : Caïn / le général
- Tutt Whitney : Noé
- Milton J. Williams : Sem (Shem en V.O.)
- Inez Richardson Wilson : Ève

## Reprises à Broadway
- 1935 : 44th Street Theatre, 71 représentations, avec Edna Mae Harris et Daniel L. Haynes reprenant leurs rôles
- 1951 : Broadway Theatre, 44 représentations, avec Ossie Davis (Gabriel)

## Adaptations à l'écran (sélection)
- 1936 : Les Verts Pâturages (The Green Pastures), film américain de Marc Connelly et William Keighley, avec Rex Ingram (le Seigneur), Oscar Polk (Gabriel), Eddie Anderson (Noé)
- 1964 : Les Verts Pâturages, téléfilm français de Jean-Christophe Averty, avec Robert Liensol (le Seigneur), Théo Légitimus (Noé), Ibrahim Seck (Moïse)

## Récompense
- 1930 : Prix Pulitzer de l'œuvre théâtrale pour Marc Connelly